# Swappiness
Swappiness es una propiedad del Núcleo Linux que permite ajustar el equilibrio entre el uso del Espacio de intercambio (swap en inglés, por eso el nombre de la propiedad) y la Memoria de acceso aleatorio (RAM). El swappiness puede tomar valores desde el 0 hasta el 100. Si se establece 0 el núcleo intentará no hacer intercambio, mientras que si se establece 100 el sistema intentará mantener la Memoria de acceso aleatorio lo más libre posible haciendo intercambio.

## Configuración
Se puede establecer el valor del swappiness modificando el valor del archivo /proc/sys/vm/swappiness. El valor por efecto en la mayoría de distribuciones suele ser de 60, pero si, por ejemplo, se quisiera establecer su valor a 10, se puede lograr como administrador con la siguiente orden:
```
echo
 
10
 
>
 
/proc/sys/vm/swappiness

```

Este efecto dura mientras el sistema esté activo. Para que el cambio sea persistente entre reinicios, se establece el valor de la variable vm.swappiness en el archivo /etc/sysctl.conf. Por ejemplo:
vm.swappiness = 10